# Desa Glagahwero (administrativ by i Indonesien, lat -8,18, long 113,63)
Desa Glagahwero är en administrativ by i Indonesien.   Den ligger i provinsen Jawa Timur, i den sydvästra delen av landet, 800 km öster om huvudstaden Jakarta.